# Monophrynium
Monophrynium es un género con tres especies de plantas herbáceas perteneciente a la familia Marantaceae. Es originario de Malasia.

## Especies
- Monophrynium congestum
- Monophrynium fasciculatum
- Monophrynium simplex